# Warren G
Warren G, nome artístico de Warren Griffin III, (Long Beach, Califórnia, 10 de novembro de 1970) é um rapper e produtor americano. Seu maior sucesso foi a canção "Regulate" com Nate Dogg em 1994. A maioria das produções de Warren trata-se do tema g-funk. Warren G é um meio-irmão do grande produtor e rapper Dr. Dre. De acordo com o Hit Music ele vendeu 1.080.000 de cópias no Reino Unido entre janeiro de 1990 a janeiro de 1999 e ficou em 92º entre os artistas que mais venderam na década.

## História

### Começo da vida
Warren G nasceu Warren Griffin III em 10 de novembro de 1970, o único filho homem do mecânico Warren G Jr. e Ola, uma dietista. Seus pais se divorciaram quando tinha quatro anos e Warren foi morar com suas três irmãs, Felicia, Traci e Mitzi, na casa de sua mãe no leste de Long Beach, Califórnia. Ele se mudou ao lado de suas irmãs em 1982 para o norte de Long Beach para viver com seu pai e sua segunda esposa, Verna, que possuía três crianças de um outro relacionamento. Uma dessas três crianças era Andre Young (mais conhecido como Dr. Dre). Os primeiros anos de Warren como um adolescente incluíam escola, futebol, e sair com amigos, incluindo Calvin Broadus e Nathaniel Hale (Snoop Dogg e Nate Dogg, respectivamente). Warren rapidamente se envolveu com os Crips e acabou na cadeia com dezessete anos por posse ilegal de arma.

### Carreira
Em 1990, Warren G formou o grupo 213 junto com Snoop Dogg e Nate Dogg. Através de um amigo de Warren, uma fita demo que eles tinham gravado acabou sendo ouvida por Dr. Dre em uma festa, que acabou impressionado com o talento de Snoop e Nate. Mais tarde, em 92, Warren apresentou Dre ao grupo, que rapidamente assinou Snoop Dogg e Nate Dogg em sua gravadora e de Suge Knight, a Death Row Records. Ao contrário dos outros dois membros do 213, Warren não chamou muita atenção de seu meio-irmão, e acabou assinando com a Def Jam, porém, Warren se tornou um contribuidor regular da Death Row, e sua estreia foi no álbum The Chronic, de Dr. Dre.
Warren G regularmente contribuía em vários álbuns editados pela Death Row, mas sua relação pessoal com Suge Knight não era lá a mais amigável.
O álbum de estreia de Warren sai em 1994, pela Def Jam, Regulate...G Funk Era, que trazia o grande sucesso "Regulate", com samples do clássico de Michael McDonald, "I Keep Forgettin'" e estreou na segunda posição da Billboard Hot 100. Somente o single ganhou certificado de platina. Também obteve sucesso em "This DJ", cujo videoclipe se tornou um hit da MTV, a música estreou no nono lugar da Billboard Hot 100 e o single foi certificado como ouro. O álbum acabou ganhando certificado de platina tripla nos Estados Unidos e vendeu mais de 4.5 milhões de cópias no mundo inteiro. 
Seu álbum seguinte foi em 1997, Take a Look Over Your Shoulder. Foi um disco mais leve recebido com um grande aceitamento comercial, sobre todo com o "rap remix" de "I Shot the Sheriff" de Bob Marley.
I Want It All foi gravado em 1999, representou um aceitação comercial menor de Warren G. Considerado como seu disco mais consistente, oferecia uma fusão de jazz e rock, e artistas convidados como Mack 10, Snoop Dogg, Kurupt e Eve. O primeiro single, "I Want It All", contém um sample da música "I Like It", de DeBarge. Neste tempo, se presenciou uma imagem menos gangsta de Warren G.
The Return of the Regulator foi o álbum lançado em 2001 já assinado com Universal Records, e eleito o melhor álbum do ano da costa oeste, não tão feliz ficou a Universal que não promoveu o álbum e que foi considerado um fracasso nas vendas. Utilizando uma batida similar a de seu primeiro álbum, Warren tratou de recrear sua magia de 1994 em vão. O álbum teve muito poucas vendas e nenhum single teve grande sucesso. O disco foi um ponto alto artístico para Warren G, já que várias canções como "Something for You to Bounce To" e "Young Locs Slow Down" são clássicos do artista.
Em 2003, Snoop Dogg, Nate Dogg e Warren G se reuniram de novo com o 213 para a gravação de The Hard Way, com o single "Groupie Love", o álbum foi liberado em 2004 e entrou na 4ª posição na Billboard.
Em 11 de Outubro de 2005, Warren lançou um novo disco, chamado In the Mid-Nite Hour, por uma gravadora independente. Em dezembro de 2005 assinou com a UniqueInc LTD (Reino Unido) para o Reino Unido e Irlanda, Craze Productions de Londres fizeram as distribuições digitais, e as vendas pela Hawino Records para o lançamento na América do Norte. Em 2006, Warren G juntou-se ao elenco da quinta temporada de Celebrity Fit Club do canal VH1, e produziu também a música tema do programa Black. White., produzido por Ice Cube.
Em 8 de abril de 2009 Warren G, junto com Nate Dogg e Snoop Dogg (assim formando o 213), realizou um concerto em Las Vegas titulado de 213 - Live in Las Vegas. 
Em 7 de junho de 2008, Warren G foi preso por posse de maconha com intenção de vender. O carro que ele estava dirigindo foi guinchado por suspeita de passar uma luz vermelha perto de Hollywood Boulevard e Avenida Wilcox. Ele foi liberado sob fiança de 20.000 dólares, todas as acusações foram retiradas por insuficiência de provas. Em 2009 lança seu sexto álbum de estúdio, The G Files, em 29 de setembro pela Koch Records.
Em março de 2015, Warren trabalhou produzindo a faixa "Please Don't Die (P.D.D.) para o rapper sul-coreano Rap Monster

## Discografia

### Álbuns de estúdio
- 1994 - Regulate...G Funk Era (RIAA –  3× Platina)
- 1997 - Take a Look Over Your Shoulder (RIAA –   Ouro)
- 1999 - I Want It All (RIAA –   Ouro)
- 2001 - The Return of the Regulator
- 2005 - In the Mid-Nite Hour
- 2009 - The G Files

### Com213
- 2004 - The Hard Way (Music Canada –   Ouro)
- 2009 - 213 - Live in Las Vegas (Álbum ao vivo)

### Singles
| Ano  | Single                                                                      | Posições nas paradas | Posições nas paradas | Posições nas paradas | Álbum                          |
| Ano  | Single                                                                      | EUA Hot 100          | EUA R&B              | EUA Rap              | Álbum                          |
| ---- | --------------------------------------------------------------------------- | -------------------- | -------------------- | -------------------- | ------------------------------ |
| 1994 | "Regulate" (featuring Nate Dogg)                                            | 2                    | 1                    | 1                    | Regulate...G Funk Era          |
| 1994 | "This D.J."                                                                 | 9                    | 14                   | 3                    | Regulate...G Funk Era          |
| 1994 | "Do You See" (featuring Nate Dogg)                                          | 42                   | 45                   | 11                   | Regulate...G Funk Era          |
| 1996 | "What's Love Got to Do with It" (featuring Adina Howard)                    | 32                   | 36                   | 5                    | Supercop                       |
| 1997 | "I Shot the Sheriff"                                                        | 20                   | 16                   | 5                    | Take a Look Over Your Shoulder |
| 1997 | "Smokin' Me Out" (featuring Ron Isley)                                      | 35                   | 20                   | 4                    | Take a Look Over Your Shoulder |
| 1999 | "I Want It All" (featuring Mack 10)                                         | 23                   | 11                   | 1                    | I Want It All                  |
| 1999 | "Game Don't Wait" (featuring Nate Dogg, Snoop Dogg & Xzibit)                | –                    | 58                   | –                    | I Want It All                  |
| 2001 | "Lookin' at You"                                                            | –                    | 72                   | –                    | The Return of the Regulator    |
| 2005 | "Get U Down Part 2" (featuring B-Real, Side Effect, Snoop Dogg, & Ice Cube) | –                    | –                    | –                    | In the Mid-Nite Hour           |
| 2005 | "I Need a Light" (featuring Nate Dogg)                                      | –                    | –                    | –                    | In the Mid-Nite Hour           |
| 2009 | "Ringtone"                                                                  | –                    | –                    | –                    | The G Files                    |
| 2009 | "Crush" (featuring Ray J)                                                   | –                    | –                    | –                    | The G Files                    |

## Filmografia
| Ano  | Filme          | Papel         |
| ---- | -------------- | ------------- |
| 2005 | All of Us      |               |
| 2003 | Old School     | Ele mesmo     |
| 2000 | The Parkers    |               |
| 2000 | Little Richard |               |
| 1999 | Speedway Junky | Brentley Shaw |
| 1995 | The Show       | Ele mesmo     |

## Grammy Award
Indicações para o Grammy Award
| Categoria                                            | Gênero | Música      | Ano  | Resultado |
| ---------------------------------------------------- | ------ | ----------- | ---- | --------- |
| Grammy Award para melhor desempenho em um duo de Rap | Rap    | "Regulate"  | 1995 | Nomeado   |
| Grammy Award para melhor desempenho em um duo de Rap | Rap    | "This D.J." | 1995 | Nomeado   |